# Blood on Ice
Blood on Ice — девятый студийный альбом группы Bathory, издан в 1996 году.

## Об альбоме
Blood on Ice — концептуальный альбом, в основе которого лежит история о маленьком мальчике, родное селение которого уничтожили захватчики, и он совершает путешествие к познанию и обретению силы, а также мстит за убитых родителей.
Запись этого альбома была начата Куортоном ещё в 1988 году. Однако тогда работа была не завершена, и лишь в середине 90-х, по просьбам фанатов, он решил доделать этот альбом.

## Список композиций
| №                   | Название                              | Длительность |
| ------------------- | ------------------------------------- | ------------ |
| 1.                  | «Intro»                               | 1:45         |
| 2.                  | «Blood on Ice»                        | 5:41         |
| 3.                  | «Man of Iron»                         | 2:48         |
| 4.                  | «One Eyed Old Man»                    | 4:21         |
| 5.                  | «The Sword»                           | 4:08         |
| 6.                  | «The Stallion»                        | 5:13         |
| 7.                  | «The Woodwoman»                       | 6:18         |
| 8.                  | «The Lake»                            | 6:42         |
| 9.                  | «Gods of Thunder of Wind and of Rain» | 5:42         |
| 10.                 | «The Ravens»                          | 1:09         |
| 11.                 | «The Revenge of the Blood on Ice»     | 9:53         |
| Общая длительность: | Общая длительность:                   | 53:40        |

## Участники записи
- Quorthon — гитара, вокал
- Kothaar — бас
- Vvornth — ударные